# Малий Врх (Мирна Печ)
Малий Врх (словен. Mali Vrh) — поселення в общині Мирна Печ, регіон Південно-Східна Словенія, Словенія.